# Felipe Sassone
Felipe Sassone Suárez (Lima, 10 de agosto de 1884-Madrid, 11 de diciembre de 1959) fue un escritor y periodista peruano de origen italiano que vivió casi toda su vida en España. Destacó sobre todo como dramaturgo acertado y prolífico, aunque también abarcó con solvencia el género poético, el narrativo y el ensayístico. De notable oratoria, se destacó como conferencista ameno y fluido. Incursionó también como tenor de ópera, torero, comediante y actor de cine.

## Biografía
Hijo de Egidio Sassone (napolitano) y Delfina Suárez (sevillana). Sus estudios escolares los cursó en el Colegio Santo Tomás de Aquino. En la Universidad Nacional Mayor de San Marcos cursó dos años de Filosofía y Letras y uno de Medicina (1902-1905). Abandonó sus estudios movido por su inclinación a las letras y la música; en algún periódico limeño popularizó su seudónimo El Nene, que utilizaba para publicar crónicas taurinas. Bohemio empedernido, sus aventuras amorosas escandalizaron a un sector de la tranquila sociedad limeña de su tiempo, por lo que decidió abandonar su país.
Tenía veinte años cuando empezó a viajar por todo el mundo, deteniéndose en especial en Italia, donde se aficionó a la ópera y se dedicó al canto como barítono; frecuentó las tertulias literarias de París y Madrid, donde terminó por afincarse (1906). Colaboró en múltiples diarios (ABC sobre todo), y revistas (Blanco y Negro, La Esfera, Nuevo Mundo, Mundo Gráfico) y participó en colecciones de novela corta como La Novela Semanal, La Novela de Hoy y El Cuento Semanal.

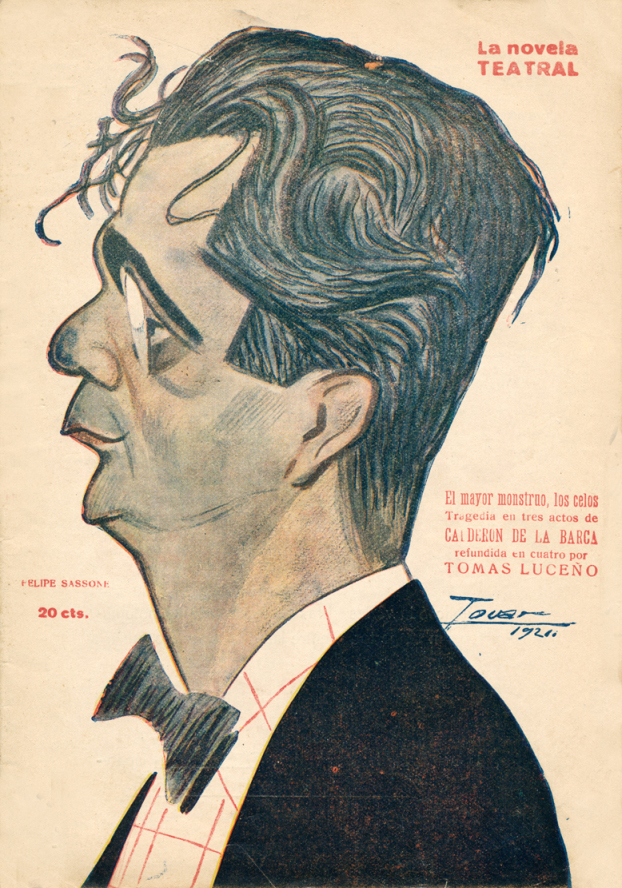
Caricaturizado por Tovar en la portada de un número de La Novela Teatral (1921)

En 1909 retornó a Lima y al año siguiente pasó a Buenos Aires, para nuevamente volver a España en 1914. En 1936, al estallar la guerra civil española, se refugió en el consulado peruano en Madrid y en agosto de ese año salió clandestinamente de España con el apoyo del ministro del Perú Juan de Osma y el consejero de la Legación del Perú Jorge Bailey Lembcke.
Durante los años de la guerra civil española (1936-1939) vivió en el Perú, donde hizo campaña en favor de Franco, y, finalizada aquella, retornó a Madrid. En 1950 nuevamente pasó a Lima, pero al año siguiente fue nombrado agregado cultural en España, permaneciendo en la capital española hasta sus últimos días. Se casó con la tiple sevillana de zarzuela y actriz María Palou (1891-1957), con la cual creó una compañía teatral que dirigió y representó muchas de sus obras.
Acaso su obra maestra sean unas excelentes memorias, escritas con muy particular gracejo, La rueda de la Fortuna (1958), que se complementa con las notas autobiográficas de España, madre nuestra (1939). De ideología profundamente conservadora, tradicionalista y católica, su teatro se desarrolló a partir del propuesto por Jacinto Benavente y como tal posee una gran calidad de página. Es característico suyo cierto toque sentimental, nostálgico y provinciano, como en ¡Calla, corazón! (1923), donde hace hablar a un marqués escandalizado por la europeización de Madrid:
Madrid entero se acuesta a sus horas...; es decir, a sus horas, no. A las horas de los países civilizados y fúnebres. Y así está Madrid, que ya no es mi Madrid

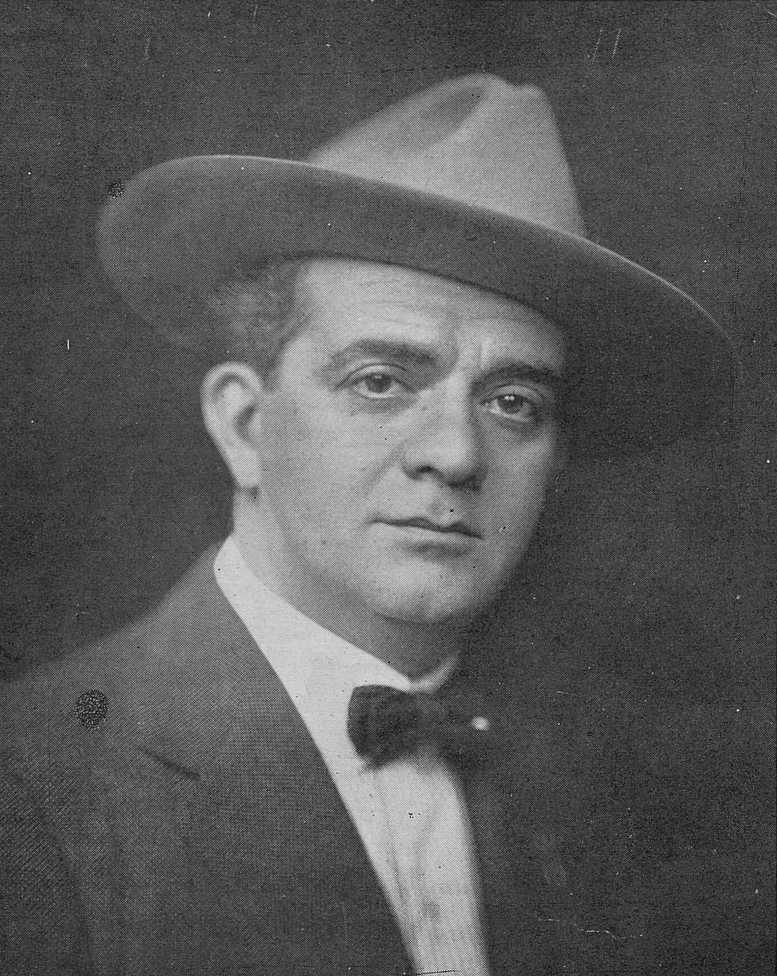
Fotografiado hacia 1927

En su prolífica obra teatral (más de medio centenar de comedias) destacan especialmente las farsas metateatrales Noche de amor (1927) y ¡Sí señor, se casa la niña! (1928), que ponen en entredicho el pretendido papel de representación social en clave realista de la comedia burguesa más adocenada. La primera se subtitula «disparatada y antiteatral, inverosímil y pateable» y propone un teatro que se aparte de las convenciones veristas, sesatando su envenenada pluma contra los diversos sebores del universo teatral, desde los críticos, narcisos incorregibles a quienes nadie entiende, hasta el público de rectas costumbres. Otras obras destacables son El intérprete de Hamlet (1915) y La canción de Pierrot (1912), «fantasía lírica» con música del maestro Palacios y aire decididamente valleinclanesco:
"Su musa se sintió funambulesca / y urdió esta farsa trágica y grotesca / ya sin lógica alguna / borracho del ajenjo de la Luna"
Su ideología conservadora se expresa especialmente en las comedias escritas en la posguerra, como Un minuto... ¡y toda la vida! (1944), Preludio de invierno (1947) y Un rincón... ¡Y todo el mundo! (1947). Su mejor fama y popularidad se la dieron sus obras escénicas y sus crónicas periodísticas, pero también escribió excelentes novelas cortas y largas. «Verdadero maestro del lenguaje, dedicó incontables artículos de prensa a curiosas y doctas aclaraciones filológicas».

## Obra

### Autobiografías
- España, madre nuestra (1939).
- La rueda de mi Fortuna (1958)

### Novelas y cuentos

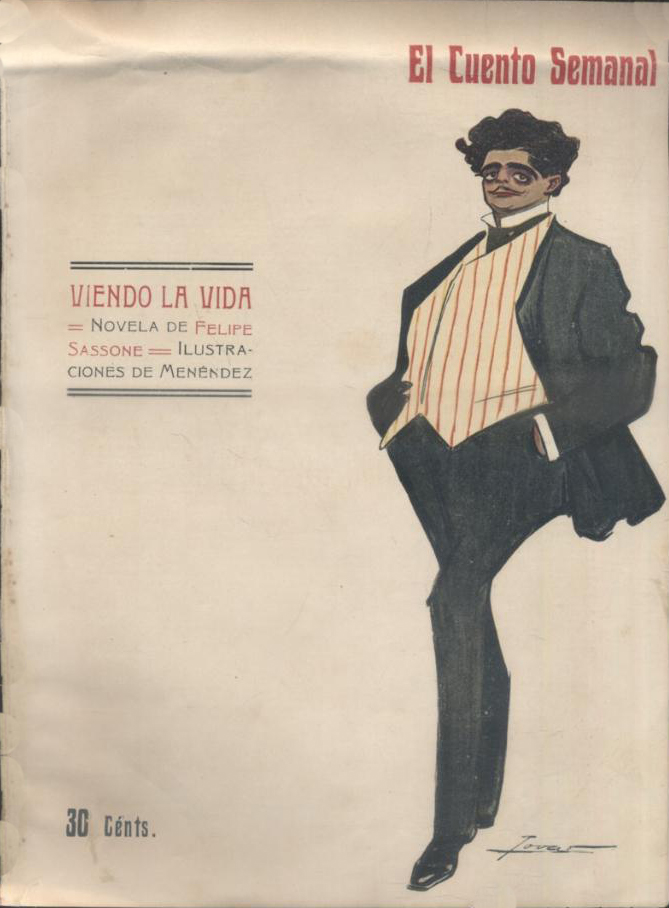
Viendo la vida (n.º 69 de El Cuento Semanal, 24 de abril de 1908). Portada de Tovar.

Inició su actividad literaria escribiendo novelas imbuidas de erotismo y sensualidad, que sacudieron el ambiente limeño. A partir de 1912 se enfocó más en la dramaturgia, aunque sin dejar del todo el género novelístico.
- Malos amores (1906)
- Almas en fuego (1907)
- Viendo la vida (1908)
- Vórtice de amor (1908)
- En carne viva (1910)
- Ladrón de vida y amor (1911)
- Un marido minotauro y sentimental (1912)
- La espuma de Afrodita (1916)
- Bajo el árbol del pecado (1918)
- El tonel de Diógenes (1918)
- Cambio (1922)
- Shock (1922)
- Por qué no aplaudió Nelly (1924)
- Y el amor es otra cosa (1924)
- A todo amor (1926)
- Más fuerte que la muerte (1926)
- El fruto en sazón (1926)
- Lo menos 99 (1929)
- Pérez y Pérez (1930)
- Carlos V, hombre extraño (1930)
- Currita Valdés (1943)
- Nacer, pasar, morir (1945)
- La casa sin hombre (1953)

### Teatro

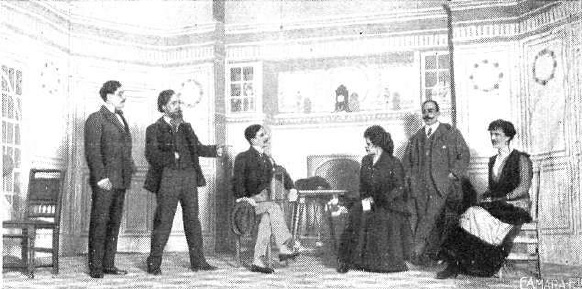
Escena del estreno de Lo que se llevan las horas (1916)

Su labor más empeñosa y acertada lo desenvolvió en el teatro, como autor y director de compañías teatrales. Sus piezas teatrales merecieron los elogios de la crítica y el público y le situaron en los puestos dominantes del teatro español de su tiempo. Estrenó, entre otras, las siguientes obras:
- De veraneo (1910)
- Vida y amor (1910)
- El miedo de los felices (1914)
- La muñeca de amor (1914)
- Hidalgo Hnos. y Cía.
- La canción del Pierrot (1915)
- El intérprete de Hamlet (1915)
- El último de la clase (1915)
- Lo que se llevan las horas (1916)
- Volver a vivir
- Adán o El drama empieza mañana
- Una mujer sola
- La princesa está triste (1916)
- La señorita está loca (1919)
- La rosa del mar (1921)
- A campo traviesa (1921)
- ¡Calla, corazón! (1923)
- Noche de amor (1927)
- ¡Sí señor, se casa la niña! (1928)
- Paradoja
- Tres cadenas perpetuas
- Como una torre (1936)
- Un minuto... ¡y toda la vida! (1944)
- Preludio de invierno (1947)
- Un rincón... ¡Y todo el mundo! (1947)
- Yo tengo veinte años (1951)

### Poesía
También escribió buenas poesías de aire modernista, de tipo sensual y erótico o elegíaco, reunidas en los siguientes poemarios:
- Rimas de la sensualidad y el ensueño, que leyó en el Ateneo de Madrid en 1910.
- La canción del bohemio (1917)
- Sus mejores versos (Madrid: Los poetas, 1928); recopilación.
- A Santa Rosa de Lima (1937)
- Parva familia (1939)
- La canción de mi camino (1954), que contiene casi toda su obra poética.

### Crónica y ensayo
- De un errante. Cartas a Jack. Kaleidoscopio de prosas (Madrid: Imprenta de Jaime Rates Martín, 1910), selección de artículos de crítica literaria
- Por la tierra y por el mar (Madrid: Renacimiento, 1930), libro de viajes.
- El teatro, espectáculo literario (1930)
- Por el mundo de la farsa [Palabras de un farsante] (Madrid: Renacimiento, CIAP, 1931), crítica literaria.
- Casta de toreros (1933)
- Fugitivo de España (1936)
- España, madre nuestra (1938)
- El “caso” de Manolete (1943)
- María Guerrero: (la grande) primera actriz de los teatros de todas las Españas (Madrid etc.: Escelicer, 1943), biografía de dicha actriz.
- Pasos de toreo: pequeña historia de un artista grande (Madrid: Aguilar, 1949), biografía del torero Antonio Mejías.
- Estos mis papelitos, madre (1953)

De la mano de su amiga Imperio Argentina, participó en 1933 como actor secundario en la película Melodía de arrabal, rodada en los estudios Paramount de París. En dicha cinta, la actriz malagueña compartía estrellato con Carlos Gardel.
Poseedor de un buen estilo, de notable calidad de página, escribió unas amenas y excelentes memorias, La rueda de mi fortuna (Madrid: Aguilar, 1958), y se hizo famoso por su oratoria fácil y agradable para dar conferencias.